# 경상북도의 유형문화재 (제201호 ~ 제300호)
경상북도의 유형문화재는 시도유형문화재 중에서 경상북도 내에 있는 문화재를 의미한다.

## 지정 목록

### 제201호 ~ 제300호
| 번호  | 사진 | 명칭                                                                        | 소재지                                                     | 관리자 (단체)        | 지정일                                                                      | 참조 |
| 201호 |      | 진보향교 (眞寶鄕校)                                                         | 경북 청송군 진보면 광덕리 221-1                            | 진보향교             | 1985년 10월 15일 지정                                                       |      |
| 202호 |      | 대전사보광전 (大典寺寶光殿)                                                 | 경북 청송군 부동면 상의리 200                              | 대전사               | 1985년 10월 15일 지정, 2008년 7월 28일 해제, 보물 제1570호로 승격           |      |
| 203호 |      | 포항 보경사 오층석탑 (浦項 寶鏡寺 五層石塔)                                 | 경북 포항시 북구 송라면 보경로 523                         | 보경사               | 1985년 10월 15일 지정                                                       |      |
| 204호 |      | 영지석불좌상 (影池石佛坐像)                                                 | 경북 경주시 외동읍 괘릉리 1297-1                           | 경주군               | 1985년 10월 15일 지정                                                       |      |
| 205호 |      | 기림사삼층석탑 (祇林寺三層石塔)                                             | 경북 경주시 양북면 호암리 419                              | 기림사               | 1985년 10월 15일 지정                                                       |      |
| 206호 |      | 백운대마애불입상 (白雲臺磨崖佛立像)                                         | 경북 경주시 내남면 명계리 산161-2                          | 경주시               | 1985년 10월 15일 지정                                                       |      |
| 207호 |      | 청도향교 (淸道鄕校)                                                         | 경북 청도군 화양읍 교촌리 48                               | 청도향교             | 1985년 10월 15일 지정                                                       |      |
| 208호 |      | 해동속소학판목 (海東續小學板木)                                             | 경북 청도군 금천면 신지리 182                              | .                    | 1985년 10월 15일 지정                                                       |      |
| 209호 |      | 점필재문적유품및종가문서 (佔畢齋文籍遺品및宗家文書)                         | 경북 고령군 쌍림면 합가리 84                               | .                    | 1985년 10월 15일 지정                                                       |      |
| 210호 |      | 용궁향교 (龍宮鄕校)                                                         | 경북 예천군 용궁면 용궁향교길 59 (향석 266)                | 용궁향교             | 1985년 10월 15일 지정                                                       |      |
| 211호 |      | 풍기향교<대성전동.서무> (豊基鄕校<大成殿東.西廡>)                           | 경북 영주시 풍기읍 교촌리 147-1                            | .                    | 1985년 10월 15일 지정                                                       |      |
| 212호 |      | 도주관 (道州館)                                                             | 경북 청도군 화양읍 서상리 15-10                            | 청도군               | 1985년 12월 30일 지정                                                       |      |
| 213호 |      | 삼귀정 (三龜亭)                                                             | 경북 안동시 풍산읍 소산리 76                               | 김백년               | 1985년 12월 30일 지정                                                       |      |
| 214호 |      | 기림사응진전 (祇林寺應眞殿)                                                 | 경북 경주시 양북면 호암리 419                              | 기림사               | 1985년 12월 30일 지정                                                       |      |
| 215호 |      | 직지사대웅전 (直指寺大雄殿)                                                 | 경북 김천시 대항면 운수리 216                              | 직지사               | 1985년 12월 30일 지정, 2008년 9월 3일 해제, 보물 제1576호로 승격            |      |
| 216호 |      | 상주증손향약 (尙州增損鄕約)                                                 | 경북 상주시                                                | 이준희               | 1986년 12월 11일 지정                                                       |      |
| 217호 |      | 월간창석형제급난도 (月磵蒼石兄弟急難圖)                                     | 경북 상주시                                                | 이병훈               | 1986년 12월 11일 지정                                                       |      |
| 218호 |      | 노소재문적 (盧蘇齋文籍)                                                     | 경북 상주시                                                | 노응구               | 1986년 12월 11일 지정                                                       |      |
| 219호 |      | 기영회도 (耆英會圖)                                                         | 경북 상주시                                                | 노응구               | 1986년 12월 11일 지정                                                       |      |
| 220호 |      | 노후및노홍신도비 (盧翊및盧鴻神道碑)                                         | 경북 상주시 화서면 사산리 286                              | 노응구               | 1986년 12월 11일 지정                                                       |      |
| 221호 |      | 선산객사 (善山客舍)                                                         | 경북 구미시 선산읍 완전리 59-3                             | 구미시               | 1986년 12월 11일 지정                                                       |      |
| 222호 |      | 군위위성리석조약사여래입상 (軍威渭城里石造藥師如來立像)                     | 경북 군위군 소보면 위성리 899                              | 군위군               | 1986년 12월 11일 지정                                                       |      |
| 223호 |      | 이씨삼강묘비 (李氏三綱廟碑)                                                 | 경북 경주시 강동면 다산리 산58-1                           | 이영구               | 1986년 12월 11일 지정                                                       |      |
| 224호 |      | 영가지및책판 (永嘉誌및冊板)                                                 | 경북 안동시 길안면 대사리 206                              | 권오기,권기백        | 1986년 12월 11일 지정                                                       |      |
| 225호 |      | 권화산종가문서 (權화산宗家問書)                                             | 경북 안동시 풍천면 가곡리 415                              | .                    | 1986년 12월 11일 지정, 1989년 5월 23일 해제, 보물 제1002호로 승격           |      |
| 226호 |      | 희방사동종 (喜方寺銅鐘)                                                     | 경북 영주시 풍기읍 수철리 313-1                            | 희방사               | 1986년 12월 11일 지정                                                       |      |
| 227호 |      | 장말손종가문서 (장말손宗家問書)                                             | 경북 영주시 장수면 화기리 18                               | .                    | 1986년 12월 11일 지정, 1989년 5월 23일 해제, 보물 제1005호로 승격           |      |
| 228호 |      | 망우당선생문집책판(부)창의록책판 (忘憂堂先生文集冊板(附)倡義錄冊板)         | 경북 경북전역 달성군 유가면 가태리 539                     | .                    | 1987년 5월 13일 지정, 1995년 5월 12일 해제, 대구 유형문화재 제39호로 재지정 |      |
| 229호 |      | 존재선생실기책판 (存齋先生實記冊板)                                         | 경북 경북전역 달성군 유가면 가태리 539                     | .                    | 1987년 5월 13일 지정, 1995년 5월 12일 해제, 대구 유형문화재 제40호로 재지정 |      |
| 230호 |      | 예천야옹정 (醴泉野翁亭)                                                     | 경북 예천군 경상북도 예천군 용문면 맛질길 55 (제곡 437)    | 권상준               | 1987년 5월 13일 지정                                                        |      |
| 231호 |      | 무이서당 (武夷書堂)                                                         | 경북 예천군 용궁면 무이서당길 103 (무이 423-1)             | 여주이씨참의공파종중 | 1987년 5월 13일 지정                                                        |      |
| 232호 |      | 영양삼구정 (英陽三龜亭)                                                     | 경북 영양군 영양읍 대천리 945                              | 함양오씨대천종중     | 1987년 12월 29일 지정                                                       |      |
| 233호 |      | 익재집책판 (益齋集冊板)                                                     | 경북 경주시 안강읍 양월리 679                              | 이종원               | 1987년 12월 29일 지정                                                       |      |
| 234호 |      | 덕후루 (德厚樓)                                                             | 경북 영덕군 창수면 수리 454                                | 박동복               | 1987년 12월 29일 지정                                                       |      |
| 235호 |      | 양동설천정사 (良洞雪川精舍)                                                 | 경북 경주시 강동면 양동리 162                              | 이현동               | 1987년 12월 29일 지정, 1996년 12월 26일 해제, 1995년 9월 14일 화재로 소실   |      |
| 236호 |      | 단계하위지선생유허비 (丹溪河緯地先生遺墟碑)                                 | 경북 구미시 선산읍 완전리 45-1                             | 진주하씨충렬공파종중 | 1988년 9월 23일 지정                                                        |      |
| 237호 |      | 회헌개모영정 (晦軒改摹影幀)                                                 | 경북 영주시 안정면 용상리 147-1                            | 안재건               | 1988년 9월 23일 지정                                                        |      |
| 238호 |      | 서총대친림연회도 (瑞蔥臺親臨宴會圖)                                         | 경북 영주시 순흥면 내죽리 151-2                            | 소수서원             | 1988년 9월 23일 지정                                                        |      |
| 239호 |      | 대승사마애여래좌상 (大乘寺磨崖如來坐像)                                     | 경북 문경시 산북면 전두리 산38-1                           | 대승사               | 1988년 9월 23일 지정                                                        |      |
| 240호 |      | 대승사금동관음보살좌상 (大乘寺錦銅觀音菩薩坐像)                             | 경북 문경시 산북면 두전리 산8                              | .                    | 1988년 9월 23일 지정, 1989년 4월 10일 해제, 보물 제991호로 승격             |      |
| 241호 |      | 희령군 어사금 (熙寧君 御賜琴)                                               | 경북 예천군 용문면 구계리 243                              | 이성근               | 1989년 5월 29일 지정                                                        |      |
| 242호 |      | 학록정사 (鶴麓精舍)                                                         | 경북 의성군 금성면 산운리 474                              | 이시하               | 1989년 5월 29일 지정                                                        |      |
| 243호 |      | 용계정 (龍溪亭)                                                             | 경북 포항시 북구 기북면 덕동문화길 26                      | 여강이씨문중         | 1989년 5월 29일 지정                                                        |      |
| 244호 |      | 성주금봉리석조비로자나불좌상 (星州金鳳里石造毘盧舍那佛坐像)                 | 경북 성주군 가천면 금봉리 산11                             | 성주군               | 1989년 5월 29일 지정, 1992년 1월 15일 해제, 보물 제1121호로 승격            |      |
| 245호 |      | 성주이씨영정 (星州李氏影幀)                                                 | 경북 성주군                                                | 이용택               | 1989년 5월 29일 지정                                                        |      |
| 246호 |      | 경흥사목조삼존불좌상 (慶興寺木造三尊佛坐像)                                 | 경북 경산시                                                | 경흥사               | 1990년 8월 7일 지정, 2012년 2월 22일 해제, 보물 제1750호로 승격             |      |
| 247호 |      | 금릉은기리마애반가보살상 (金陵銀基里磨崖半跏普薩像)                         | 경북 김천시 어모면 은기리 산22                             | 김천시               | 1990년 8월 7일 지정                                                         |      |
| 248호 |      | 영주가흥리암각화 (榮州可興里岩刻畵)                                         | 경북 영주시 가흥동 264-2                                   | 영주시               | 1990년 8월 7일 지정                                                         |      |
| 249호 |      | 영일칠포리암각화군 (迎日七浦里岩刻畵群)                                     | 경북 포항시 북구 흥해읍 칠포리 201외                       | 포항시               | 1990년 8월 7일 지정                                                         |      |
| 250호 |      | 금릉덕천리석조관음보살입상 (金陵德泉里石造觀音菩薩立像)                     | 경북 김천시 봉산면 덕천리 502-2                            | 김천시               | 1990년 8월 7일 지정                                                         |      |
| 251호 |      | 휘찬여사목판 (彙纂麗史木板)                                                 | 경북 군위군 부계면 남산리 296                              | 홍찬근               | 1990년 8월 7일 지정                                                         |      |
| 252호 |      | 운봉관 (雲鳳館)                                                             | 경북 청송군 청송읍 월막2리 381-4                           | 청송군               | 1990년 8월 7일 지정                                                         |      |
| 253호 |      | 봉화향교 (奉化鄕校)                                                         | 경북 봉화군 봉성면 봉성리 267                              | 경북향교재단         | 1990년 8월 7일 지정                                                         |      |
| 254호 |      | 보경사적광전 (寶鏡寺寂光殿)                                                 | 경북 포항시 송라면 보경로 523                              | 보경사               | 1990년 8월 7일 지정, 2015년 3월 30일 해제, 보물 제1868호로 승격             |      |
| 255호 |      | 봉암사극락전 (鳳巖寺極樂殿)                                                 | 경북 문경시 가은읍 원북리 485                              | 봉암사               | 1991년 3월 25일 지정, 2008년 9월 3일 해제, 보물 제1574호로 승격             |      |
| 256호 |      | 효곡재사 (孝谷齋舍)                                                         | 경북 상주시                                                | 송주암               | 1991년 3월 25일 지정                                                        |      |
| 257호 |      | 오운종가고문서 (吳澐宗家古文書)                                             | 경북 고령군 쌍림면 송림리 104                              | 오주호               | 1991년 3월 25일 지정, 1994년 11월 2일 해제, 보물 제1203호로 승격            |      |
| 258호 |      | 군위삼존석굴석조비로자나불좌상 (軍威三尊石窟石造毘盧遮那佛坐像)             | 경북 군위군 부계면 남산리 302                              | 삼존석굴사           | 1991년 5월 14일 지정                                                        |      |
| 259호 |      | 속자치통감강목판목 (續資治通鑑綱目板木)                                     | 경북 성주군                                                | 김위                 | 1991년 5월 14일 지정                                                        |      |
| 260호 |      | 동강김우옹신도비 (東岡金宇옹神道碑)                                         | 경북 성주군 대가면 옥화리 산32-1                           | 김위                 | 1991년 5월 14일 지정                                                        |      |
| 261호 |      | 청천서당 (晴川書堂)                                                         | 경북 성주군                                                | 김위                 | 1991년 5월 14일 지정                                                        |      |
| 262호 |      | 군위대율리대청 (軍威大栗里大廳)                                             | 경북 군위군 부계면 대율리 858                              | 부림홍씨문중 홍갑근  | 1991년 5월 14일 지정                                                        |      |
| 263호 |      | 육의당 (六宜堂)                                                             | 경북 경주시 외동면 재내리 322                              | 최해구               | 1991년 5월 14일 지정                                                        |      |
| 264호 |      | 종선정 (種善亭)                                                             | 경북 봉화군 상운면 문촌리 722                              | 금호연               | 1991년 5월 14일 지정                                                        |      |
| 265호 |      | 군위불로리마애보살입상 (軍威不老里磨崖菩薩立像)                             | 경북 군위군 효령면 불로리 산1                              | 군위군               | 1991년 11월 23일 지정                                                       |      |
| 266호 |      | 용연사극락전 (龍淵寺極樂殿)                                                 | 경북 경북전역 달성군 옥포면 반송리 882                     | 용연사               | 1992년 7월 18일 지정, 1995년 5월 12일 해제, 대구 유형문화재 제41호로 재지정 |      |
| 267호 |      | 안동만대헌 (安東晩對軒)                                                     | 경북 안동시 북후면 도촌리 359                              | 권기경               | 1992년 7월 18일 지정                                                        |      |
| 268호 |      | 삼괴정 (三槐亭)                                                             | 경북 경주시 강동면 다산리 533                              | 청안이씨문중         | 1992년 7월 18일 지정                                                        |      |
| 269호 |      | 영천정각리삼층석탑 (永川正覺里三層石塔)                                     | 경북 영천시 화북면 정각리 78-1                             | .                    | 1992년 7월 18일 지정                                                        |      |
| 270호 |      | 옥간정 (玉磵亭)                                                             | 경북 영천시 화북면 횡계리 439-3                            | 정극 정철검          | 1992년 7월 18일 지정                                                        |      |
| 271호 |      | 모고헌 (慕古軒)                                                             | 경북 영천시 화북면 횡계리 457-3                            | 정극 정철검          | 1992년 7월 18일 지정                                                        |      |
| 272호 |      | 포은정몽주유허비 (圃隱鄭夢周遺墟碑)                                         | 경북 영천시 임고면 우항리 1044-5                           | 임고서원             | 1992년 7월 18일 지정                                                        |      |
| 273호 |      | 봉화동면리마애비로자나불입상 (奉化東面里磨崖毘盧遮那佛立像)                 | 경북 봉화군 재산면 동면리 산268                            | 봉화군               | 1992년 7월 18일 지정                                                        |      |
| 274호 |      | 고산정 (孤山亭)                                                             | 경북 안동시 도산면 가송리 447                              | 금만동               | 1992년 11월 26일 지정                                                       |      |
| 275호 |      | 도리추원당 (道里追遠堂)                                                     | 경북 청송군 현서면 도리 419                                | 의성김씨청송도동문중 | 1992년 11월 26일 지정                                                       |      |
| 276호 |      | 군자정 (君子亭)                                                             | 경북 영주시 평은면 천본리 55-1                             | 오계서원             | 1992년 11월 26일 지정                                                       |      |
| 277호 |      | 금대정사 (金臺精舍)                                                         | 경북 청송군 안덕면 신성리 349-1                            | 함안조씨 금대문중    | 1993년 2월 25일 지정                                                        |      |
| 278호 |      | 종릉재사 (鍾陵齋舍)                                                         | 경북 영주시 문수면 석문리 10                               | 전주유씨 수곡파문중  | 1993년 2월 25일 지정                                                        |      |
| 279호 |      | 배순정려비 (裵純旌閭碑)                                                     | 경북 영주시 순흥면 배점리 588-2                            | 경상북도(교육감)     | 1993년 2월 25일 지정                                                        |      |
| 280호 |      | 최진립전적및유품 (崔震立典籍및遺品)                                         | 경북 경주시 내남면 이조리 492                              | 최채량               | 1993년 2월 25일 지정                                                        |      |
| 281호 |      | 화원군영정 (花原郡影幀)                                                     | 경북 안동시 남선면 신석리 608                              | 권영갑               | 1993년 8월 18일 지정                                                        |      |
| 282호 |      | 성주김기대소장전적 (星州金基大所藏典籍)                                     | 경북 성주군                                                | 김기대               | 1993년 8월 18일 지정                                                        |      |
| 283호 |      | 구가암 (九佳庵)                                                             | 경북 봉화군 법전면 눌산리 579                              | 이정                 | 1993년 11월 30일 지정                                                       |      |
| 284호 |      | 대견사지삼층석탑 (大見寺址三層石塔)                                         | 경북 경북전역 달성군 유가면 용봉리 산1                     | .                    | 1994년 4월 16일 지정, 1995년 5월 12일 해제, 대구 유형문화재 제42호로 재지정 |      |
| 285호 |      | 동강서당 (棟岡書堂)                                                         | 경북 의성군 사곡면 오상리 435                              | .                    | 1994년 4월 16일 지정                                                        |      |
| 286호 |      | 영천보성리암각화 (永川甫城里巖刻畵)                                         | 경북 영천시 청통면 보성리 666-2                            | .                    | 1994년 4월 16일 지정                                                        |      |
| 287호 |      | 청도합천리석조아미타여래입상 (淸道合川里石造阿彌陀如來立像)                 | 경북 청도군 화양읍 합천리 517                              | 청도군               | 1994년 9월 29일 지정                                                        |      |
| 288호 |      | 반룡사동종 (盤龍寺銅鍾)                                                     | 경북 고령군 고령읍 지산리 460                              | 반룡사               | 1995년 1월 14일 지정                                                        |      |
| 289호 |      | 식산이만부전적 (息山李萬敷典籍)                                             | 경북 문경시 신기동 67-7                                    | 이용덕               | 1995년 3월 31일 지정                                                        |      |
| 290호 |      | 상달암 (上達菴)                                                             | 경북 포항시 남구 연일읍 새마을로 766번길                   | 경주손씨대종회       | 1995년 12월 1일 지정                                                        |      |
| 291호 |      | 아도화상사적비및도리사불량답시주질비 (阿度和尙事蹟碑및桃李寺佛糧畓施主秩碑) | 경북 구미시 해평면 송곡리 산20-1                           | 도리사               | 1995년 12월 1일 지정                                                        |      |
| 292호 |      | 예천 감노루 (醴泉 感露樓)                                                   | 경북 예천군 용문면 허리골길 156-12 (원류105)               | 함양박씨정랑공파문중 | 1995년 12월 1일 지정                                                        |      |
| 293호 |      | 윤별동묘 (尹別洞廟)                                                         | 경북 예천군 경상북도 예천군 보문면 미호길 173 (미호 60-9)  | 예천윤씨문중         | 1995년 12월 1일 지정                                                        |      |
| 294호 |      | 이정사 (夷靖祠)                                                             | 경북 예천군 경상북도 예천군 용문면 구계길 55 (구계 산11-3) | 전주이씨희녕군파종회 | 1995년 12월 1일 지정                                                        |      |
| 295호 |      | 용천사대웅전 (湧泉寺大雄殿)                                                 | 경북 청도군 각북면 오산리 1062                             | 용천사               | 1996년 7월 16일 지정                                                        |      |
| 296호 |      | 직지사석조나한좌상 (直指寺石造羅漢坐像)                                     | 경북 김천시 대항면 운수동 216                              | 직지사               | 1997년 9월 29일 지정                                                        |      |
| 297호 |      | 경수당종택 (慶壽堂宗宅)                                                     | 경북 영덕군 영해면 원구리 112-1                            | .                    | 1997년 9월 29일 지정                                                        |      |
| 298호 |      | 고령박씨소윤공파문적 (高靈朴氏小尹公派文籍)                                 | 경북 고령군 우곡면 도진동 61                               | 고령박씨소윤공파문중 | 1997년 9월 29일 지정                                                        |      |
| 299호 |      | 사룡산금정암제석탱 (四龍山金井庵帝釋幀)                                     | 경북 영천시 자양면 충효리 660                              | .                    | 1997년 9월 29일 지정                                                        |      |
| 300호 |      | 대승사윤필암목조아미타여래좌상및지감 (大乘寺潤筆庵木造阿彌陀如來坐像및紙龕) | 경북 문경시 산북면 전두리 17                               | 대승사 윤필암        | 1997년 12월 19일 지정                                                       |      |

## 참고 자료
- 경상북도 고시/공고